# Lactobacillus mali
Lactobacillus mali is een bacteriesoort behorende tot het geslacht Lactobacillus en valt onder de melkzuurbacteriën. De soort is geïsoleerd uit rottende appels en cider.
Het is een gram-positieve facultatief anaerobe staafvormige bacterie.
Synoniem : Lactobacillus yahamaniensis subsp. mali.